# Valentina Camara
Valentina Camara (Viedma, Río Negro, Argentina, 18 de noviembre de 1993) es una futbolista argentina. Fue parte de la Selección Argentina de fútbol femenino durante la Copa América de 2018 que se llevó a cabo en Chile. Desde mediados del 2020, juega como defensora central en el CD Femarguín SPAR Gran Canaria, de la Segunda División de España.

## Trayectoria
Camara comenzó su recorrido como futbolista en el Club Atlético Racing de Córdoba donde jugó hasta 2016, año en el que se incorporó al Club Atlético Belgrano. Luego fue jugadora de la UAI Urquiza, Deportivo Alavés y actualmente forma parte del CD Femarguín SPAR Gran Canaria, de la Segunda División de España.
Además de jugar al fútbol es licenciada en quinesiología y fue jugadora de básquet en el club Sol de Mayo y San Martín.
No jugó la copa Mundial Femenina de Fútbol de Francia 2019 por una lesión.

## Torneos
- 2013: Campeona del Torneo Clausura Liga Cordobesa
- 2013: 3.º puesto de la Copa Río Negro Uruguay
- 2014: Campeona del Torneo Apertura Liga Cordobesa
- 2014: Campeona del Torneo Clausura Liga Cordobesa
- 2014: Campeona Anuales Liga Cordobesa
- 2015: Subcampeona del Torneo Nacional de Jujuy
- 2015: Campeona Juegos Universitarios Nacionales
- 2016: Campeona de la Córdoba Cup
- 2016: Liga Cordobesa de fútbol 2016 torneo apertura – torneo clausura.
- 2017: Córdoba Cup
- 2017: Liga Cordobesa de Fútbol – torneo clausura[2]